# Nistkasten

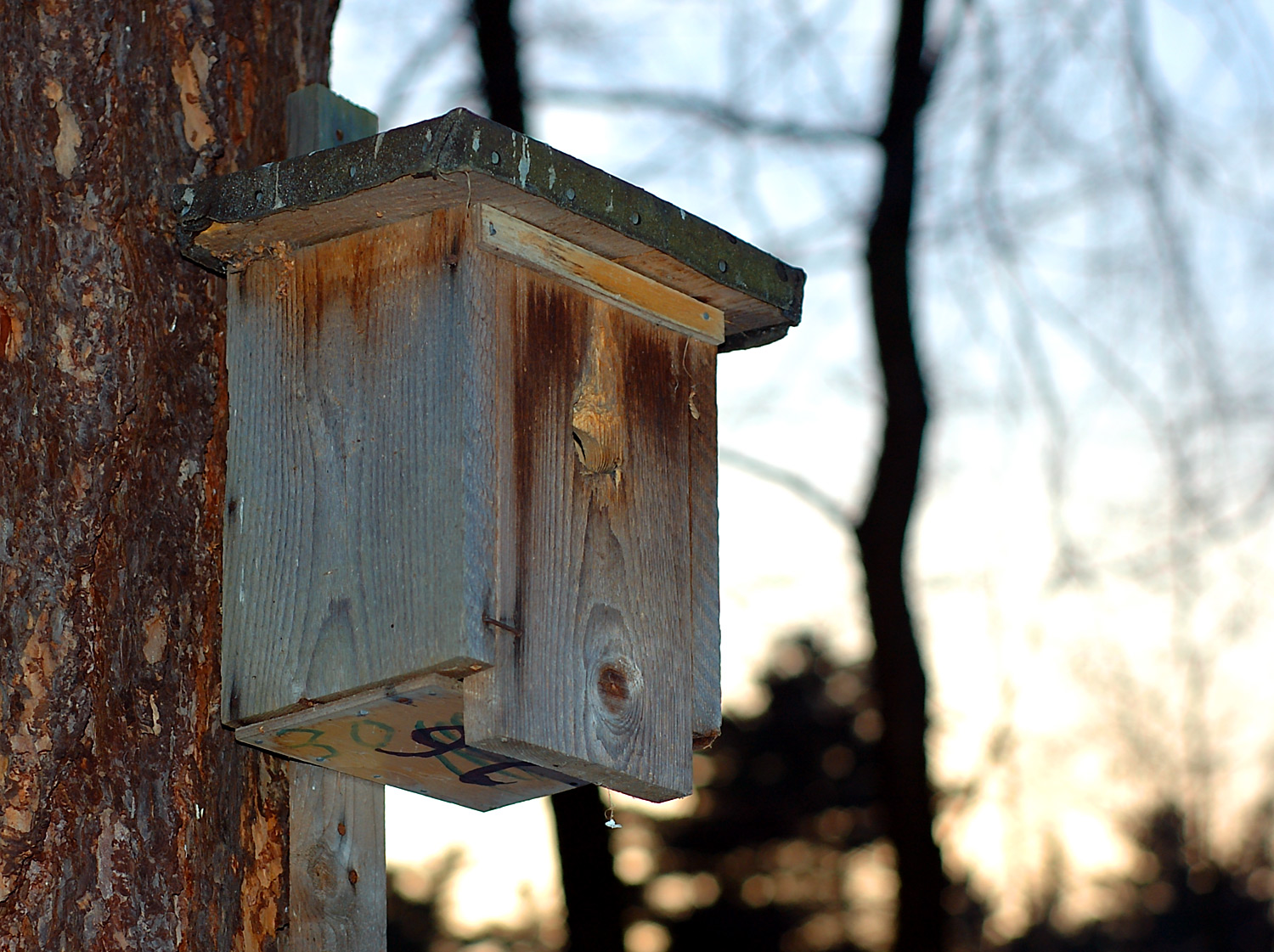
Ein Nistkasten im Wald

Ein Nistkasten ist die klassische Form einer vom Menschen geschaffenen Nisthilfe.

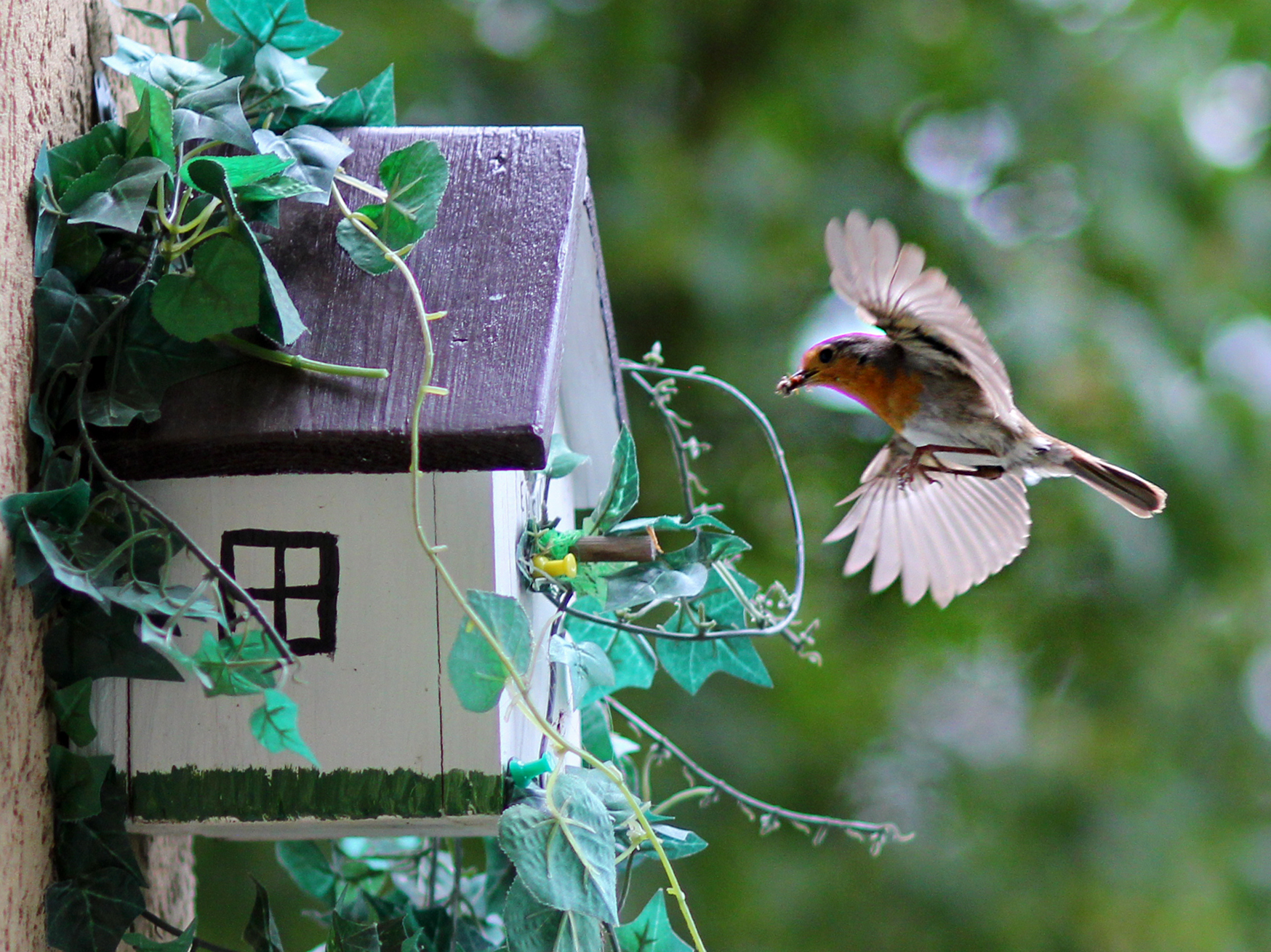
Rotkehlchen beim Anflug eines Nistkastens

## Zweck
Nistkästen weisen einen Hohlraum auf, der von bestimmten Tierarten zur Aufzucht ihrer Brut und Jungtiere sowie zu Übernachtungszwecken genutzt werden kann. So dienen sie vor allem dem Artenschutz insbesondere von Vögeln (Höhlenbrüter, Nischenbrüter), Säugetieren (Fledermäuse, Bilche) und Insekten (Bienen, Hummeln, Hornissen, Wespen).
In Forstwirtschaft und Obstanbau ist die Ansiedlung von insektenvertilgenden höhlen- und nischenbrütenden Singvögeln mit Nistkästen eine Maßnahme, um der Überhandnahme von Schädlingsraupen entgegenzuwirken und so den ökologisch problematischen Einsatz von Insektiziden zu vermeiden.

## Arten, Konstruktion und Beschaffenheit
Bereits seit vielen Jahrzehnten fällt die Konstruktionsweise von Nistkästen grundsätzlich sehr unterschiedlich aus, je nachdem welche Tierart angesiedelt werden soll und welches Baumaterial verarbeitet wurde.

### Für Vögel

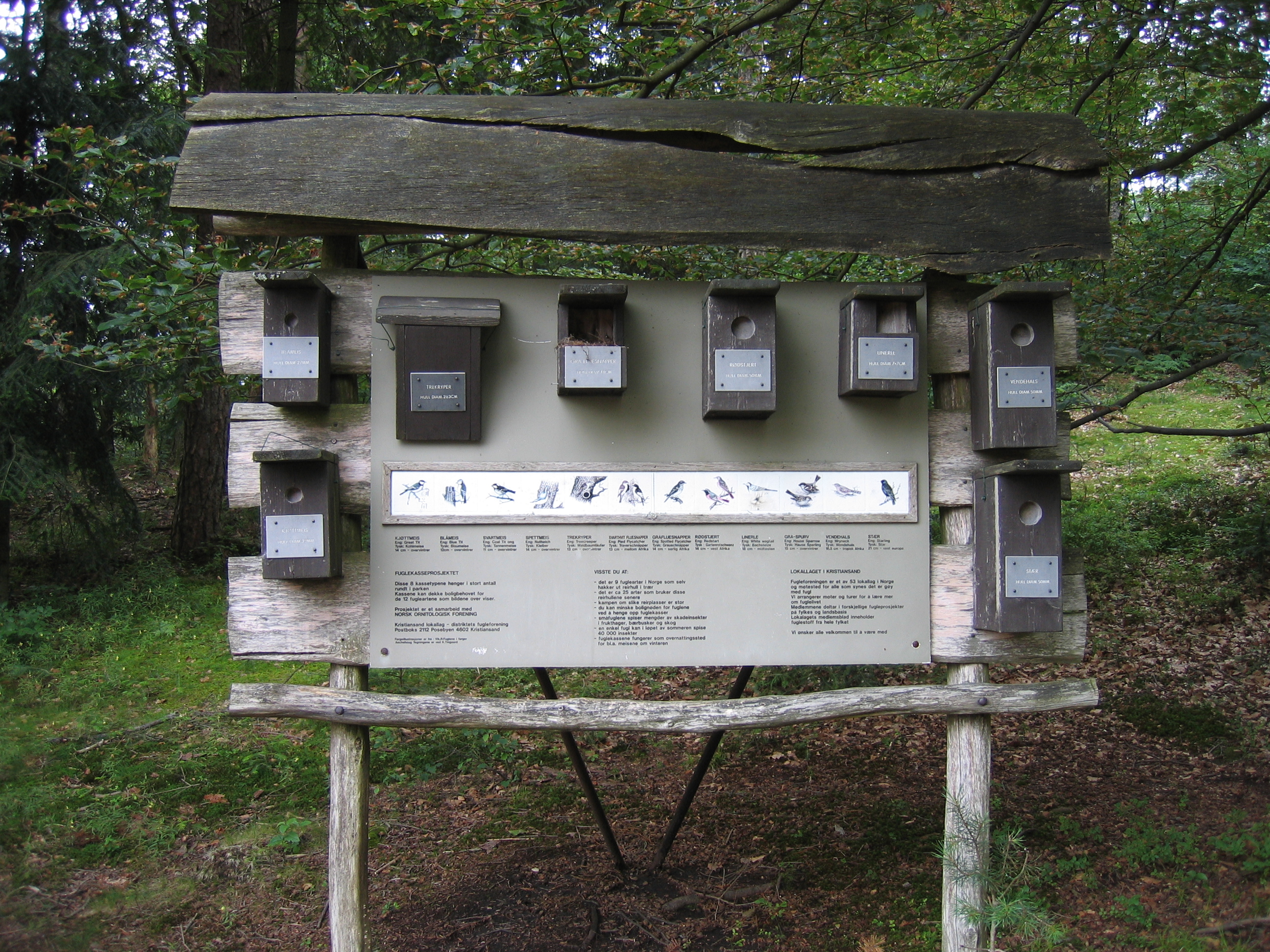
Schautafel mit unterschiedlichen Nistkästen in Kristiansand

Bei Vogel-Nistkästen schließen bereits die Größe des Brutraumes und der Durchmesser des Einflugloches manche Arten aus. Während die Standardweite des Flugloches für Kleinvögel bei 30 bis 34 mm oder ovalen 30 mal 45 mm liegt (z. B. Kleiber, Kohlmeise, Trauerschnäpper, Sperlinge), gelangen bei einer Fluglochweite von 26 bis 27 mm fast nur Blau-, Sumpf-, Weiden-, Tannen- und Haubenmeisen in die Nisthilfe. Der Star benötigt dagegen einen etwas größeren Brutraum und ein Flugloch von 45 mm Durchmesser. Das Volumen des Innenraumes unterhalb des Fluglochs sollte grundsätzlich mindestens 1600 cm³ betragen.

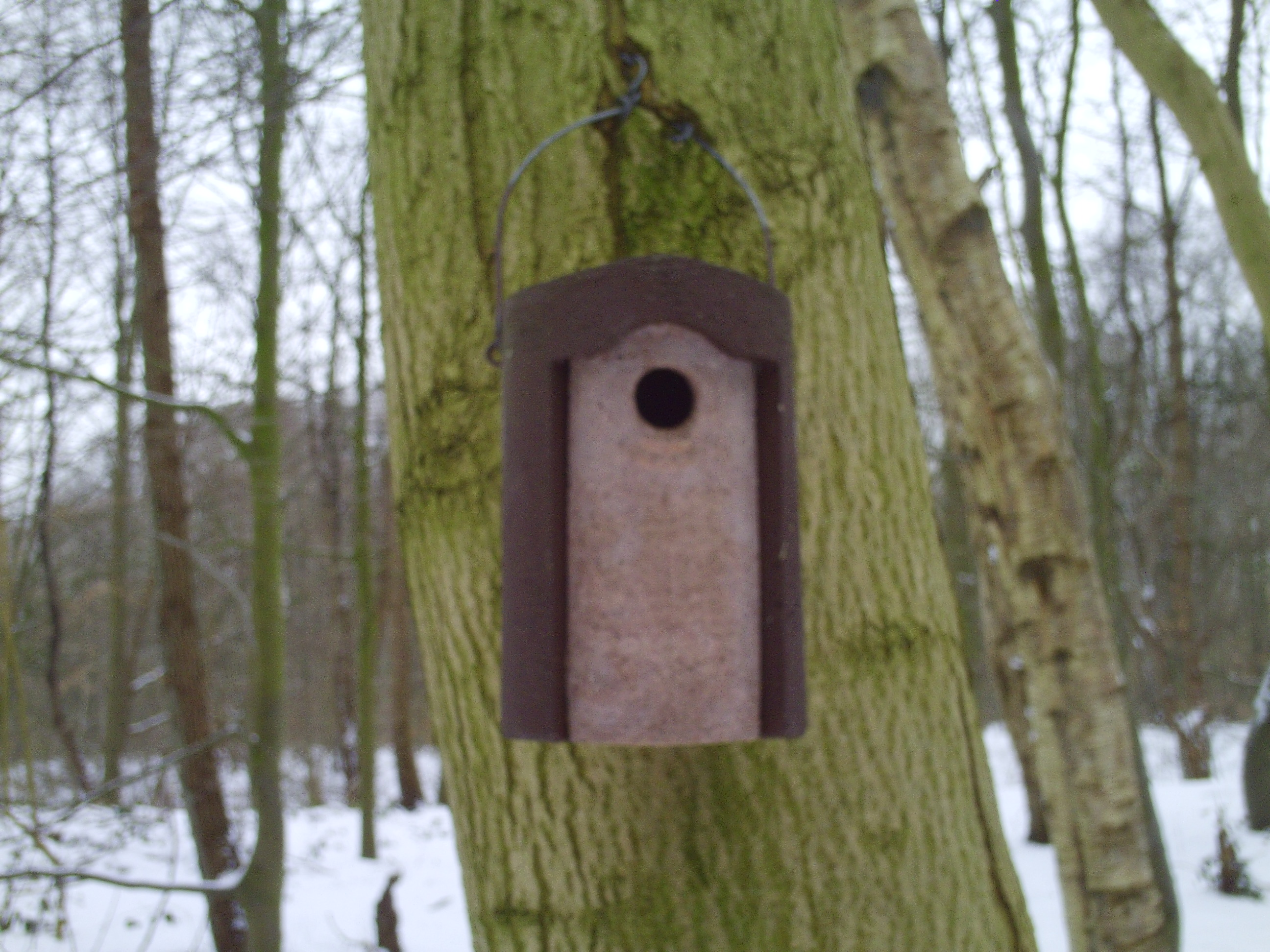
Ein Meisennistkasten im Wald

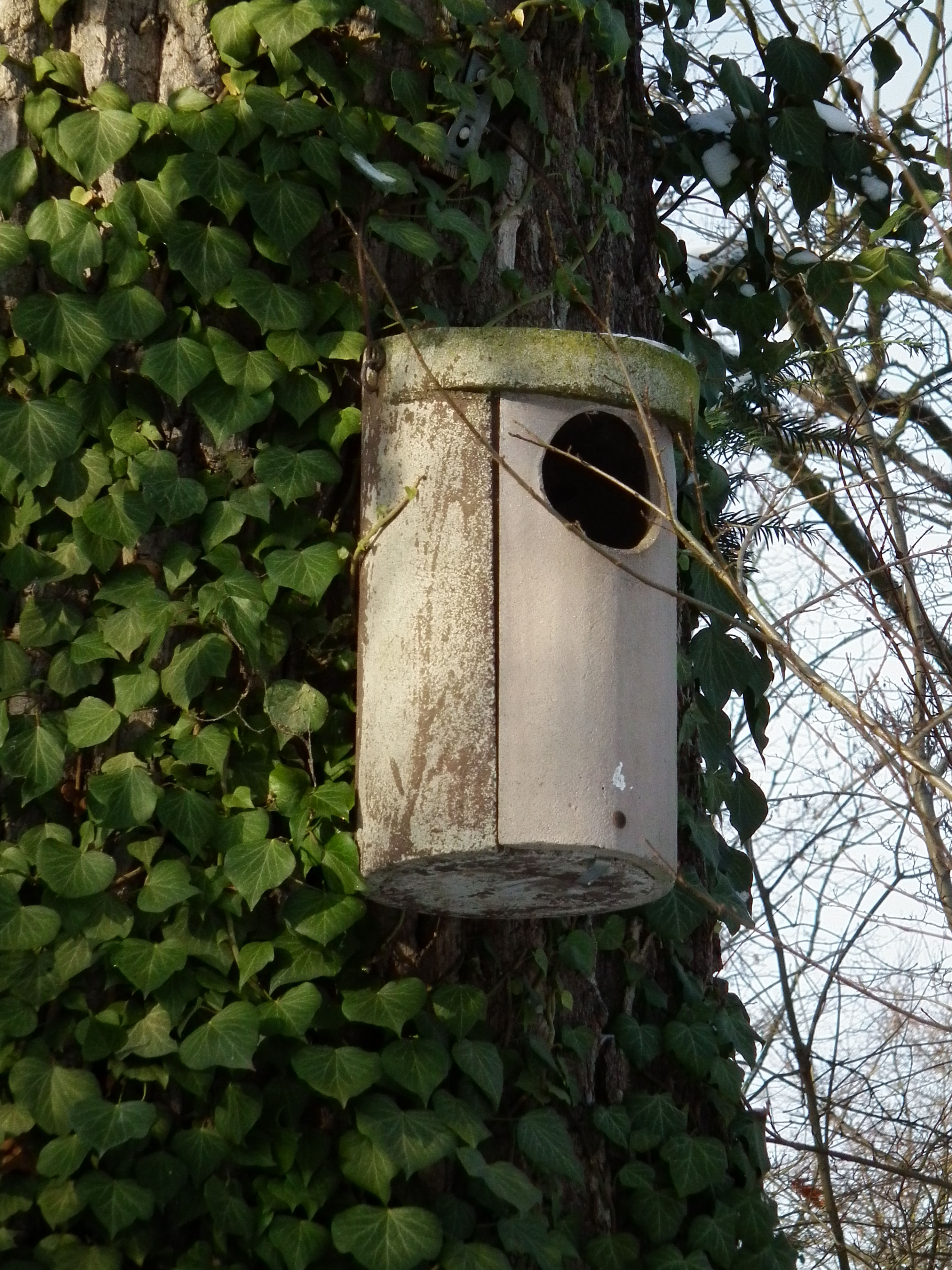
Holzbetonkasten geeignet für Waldkauz, Hohltaube, Dohle, Schellente und Gänsesäger

Auch die Lichtverhältnisse im Inneren des Nistkastens können bestimmte Arten davon abhalten, dort ihr Nest zu bauen. Das gilt etwa für die Helligkeit liebenden Nischenbrutvögel. Zwar nehmen diese Vogelarten (z. B. Rotkehlchen, Hausrotschwanz, Bachstelze, Grauschnäpper) auch sogenannte Halbhöhlen häufig an, doch fallen die Vogelbruten in diesen nach vorn zur Hälfte offenen Nistgeräten fast immer Nesträubern zum Opfer.

#### Für Höhlen- und Nischenbrüter
Die landläufig bekanntesten und verbreitetsten Nistkästen sind solche für die Höhlen- und Nischenbrüter unter den Vögeln.
Gewissermaßen die Urform dieser Nistkästen sind sogenannte Nisthöhlen. Diese Form der Nisthilfe geht auf den thüringischen Ornithologen Hans Freiherr von Berlepsch (1857–1933) zurück. Berlepsch entwickelte einst nach dem Vorbild der natürlichen Spechthöhlen, die im naturnahen Wald mit die wichtigsten Heimstätten für Höhlenbrüter ausmachen, einen Nisthöhlentyp aus Stammstücken der Schwarzerle in mehreren, auf verschiedene Vogelarten abgestimmten Größen. Durch diese als erste maschinell in Serie gefertigten Berlepschen Nisthöhlen erhielt der Vogelschutz-Gedanke großen Auftrieb.
Sichere Nischenbrüter-Nistkästen mit zwei ovalen Einfluglöchern von etwa 32 Mal 50 mm gewährleisten bei einer in der Regel etwas geringeren Annahme einen ungleich größeren Bruterfolg.
Konventionelle eckige Höhlen- und Nischenbrüter-Nistkästen werden traditionell aus Holzbrettern (s. Abb.), runde Nisthöhlen aus Stammstücken angefertigt.
Bei Holz-Nistgeräten offenbaren sich mittelfristig stets dieselben Nachteile. Das ist zum einen die Witterungsanfälligkeit des Holzes, die unter anderem zu Pilzbefall und damit zu schnellerer Holzfäule führt; zum anderen können Buntspecht und Eichhörnchen die Nistgeräte aufmeißeln bzw. aufnagen und an die Vogelbruten gelangen.
In den letzten Jahrzehnten haben sich solche Nistgeräte als am geeignetsten erwiesen, die aus einem langlebigen, widerstandsfähigen Gemisch aus Zement und grobem Sägemehl, sogenanntem Holzbeton, industriell hergestellt werden. Von diesen erstmals in den späten 1950er Jahren fabrizierten Nistgeräten wurden mit der Zeit diverse Ausführungen entwickelt, bei denen die jeweiligen Bedürfnisse bestimmter Vogelarten und der Schutz vor Nesträubern berücksichtigt wurde. Nistgeräte aus Holzbeton werden in Deutschland von mehreren Fachbetrieben für Vogelschutzprodukte produziert und vertrieben.

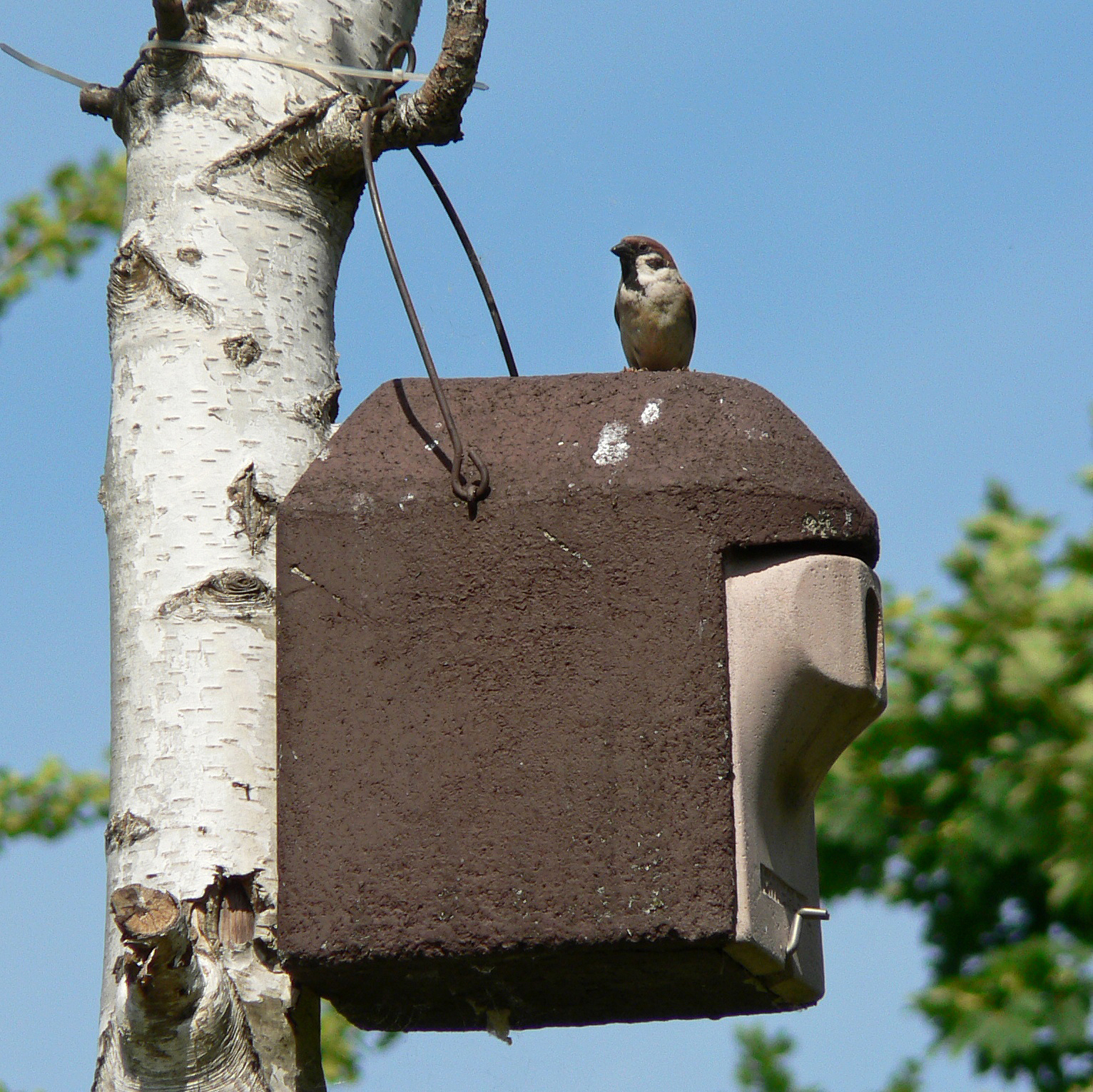
Feldsperling auf einem Holzbeton-Nistkasten

#### Für Tunnel- oder Röhrenbrüter
Für Eisvögel und Uferschwalben gibt es Nisthilfen mit einem röhrenförmigen 20 bis 30 cm langen Eingang, der dem Brutverhalten dieser Arten entgegenkommt. Weitere Vogelarten, die ebenfalls mit Nistkästen, die auf ihre jeweilige Bedürfnisse hin konstruiert sind, gefördert werden, sind beispielsweise auch Garten- und Waldbaumläufer, Wasseramsel, Mauersegler, Hohltaube, Schellente, Gänsesäger, Turmfalke, Wanderfalke und fast alle Eulenarten. Bis auf die Sumpfohreule brüten alle in Mitteleuropa brütenden Eulen in Nistkästen, wobei die Waldohreule nur in Halbhöhlenkästen geht. Uhus brüten bisher nur selten in Nistkästen, dafür öfter auf offenen Nistplattformen.

#### Für Freibrüter
Der Zaunkönig ist die in Mitteleuropa einzige Vogelart, die sowohl als Freibrüter als auch als Höhlen- und Nischenbrüter in Erscheinung tritt. Nach dem Vorbild seines Nestes wurde zudem speziell für den Zaunkönig eine kugelförmige Nisthilfe entwickelt.

#### Für Ziervögel
Für Vogelzüchter sind im Handel Nistkästen für Ziervögel erhältlich. Sie bestehen wie viele Nistkästen und Nisthöhlen für die Anbringung im Außenbereich ebenfalls aus Holz, Ton oder Kunststoff. Da Ziervögel in ihren Käfigen kaum Material zum Nestbau finden, ist als Zubehör auch ein integriertes Nest erhältlich.

## Orientierung, Schutz, Unterhalt und Pflege
Einfluglöcher eines Nistkästen sollten vor Wetter geschützt sein, also etwa nach Osten orientiert werden. 
Außer der Haltbarkeit und der Widerstandsfähigkeit des Materials, aus dem die Nistkästen gefertigt sind, muss der Schutz von Bruten und Jungtieren vor allem durch die Konstruktion gewährleistet sein.
So haben mit Marderschutz ausgestattete Nistkästen meist ein vorgezogenes Einflugloch, wodurch verhindert wird, dass der Baum- oder Steinmarder mit der Pfote durch das Flugloch die Bruten erreichen kann.

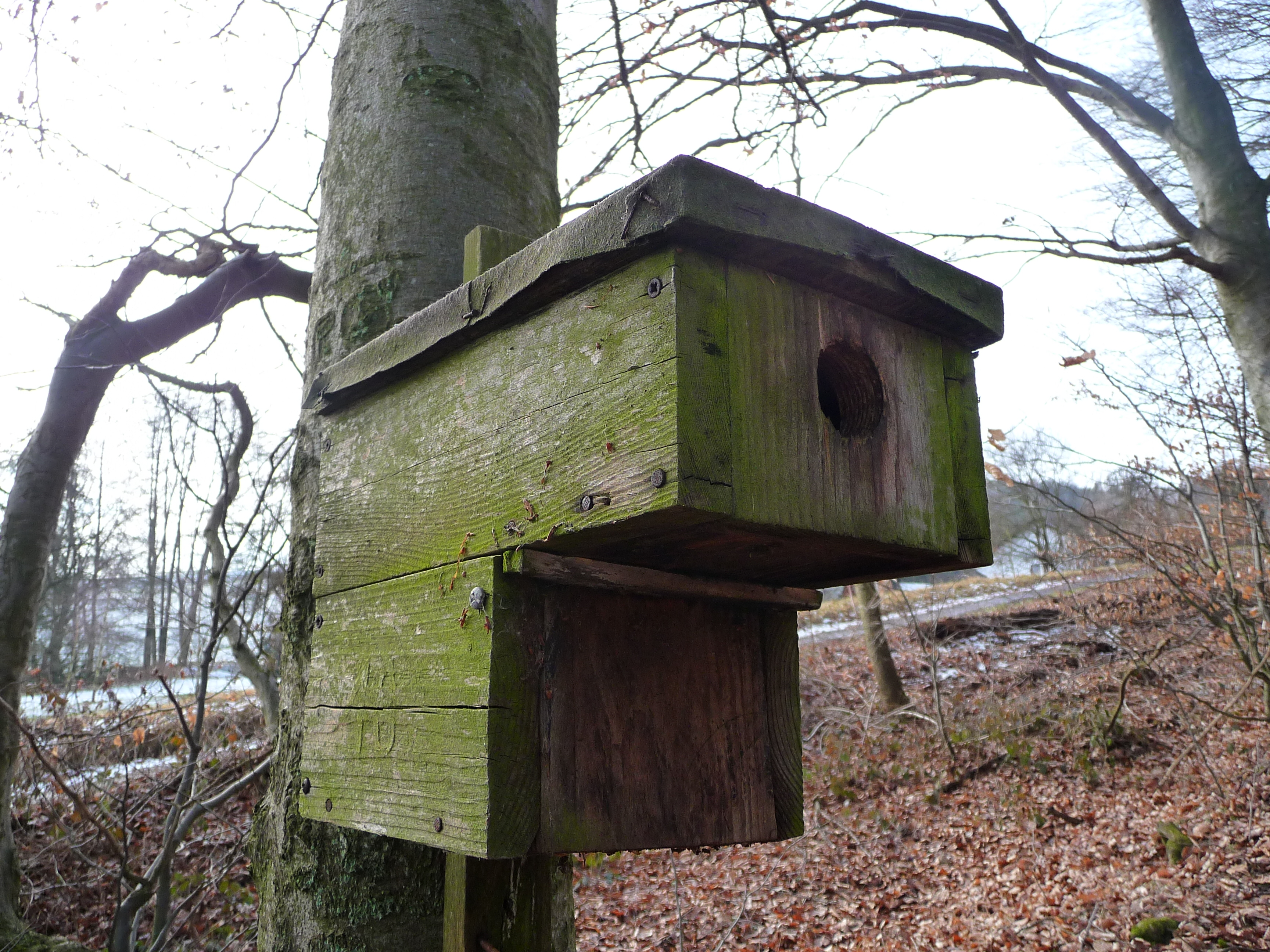
Nistkasten mit Marderschutz

Die dauerhafte Effektivität von einem den Marder abschreckenden organischen Geruchsstoff, der speziellen Nistgeräten beigegeben wird, ist dagegen strittig.
Um das Aufklettern von Katzen auf Bäume, an denen Nistkästen angebracht sind, zu verhindern, verwenden Vogelschützer in der Brutzeit mitunter einen sogenannten Katzenabwehrgürtel, einen metallenen Strahlenkranz, der etwa einen Meter über dem Boden angebracht wird.
Selbstverständlich sollte es sein, dass während der Brut- und Aufzuchtzeiten jegliche Störungen an den Nistkästen gänzlich vermieden oder zumindest so gering wie möglich gehalten werden. Daran ist bereits beim Auswählen von geeigneten Örtlichkeiten zu denken.
Außerordentlich wichtig ist weiterhin, dass sich Nistgeräte außerhalb des Zugriffs von Unbefugten befinden. In nicht weiter beaufsichtigtem Gelände (Wälder, Parks, Friedhöfe usw.) sollten sie daher nach Möglichkeit unbedingt in einer Höhe von mindestens vier Metern angebracht sein. Bei der Aufhängevorrichtung ist genauso darauf zu achten, dass die Nistkästen nicht herab gestochert werden können. Bei einer hölzernen Aufhängevorrichtung ist zu bedenken, dass der zugehörige Nagel nicht bis zum Kopf eingeschlagen wird, da sonst das Wachstum des Baumes die Vorrichtung sehr bald zum Bersten bringt.

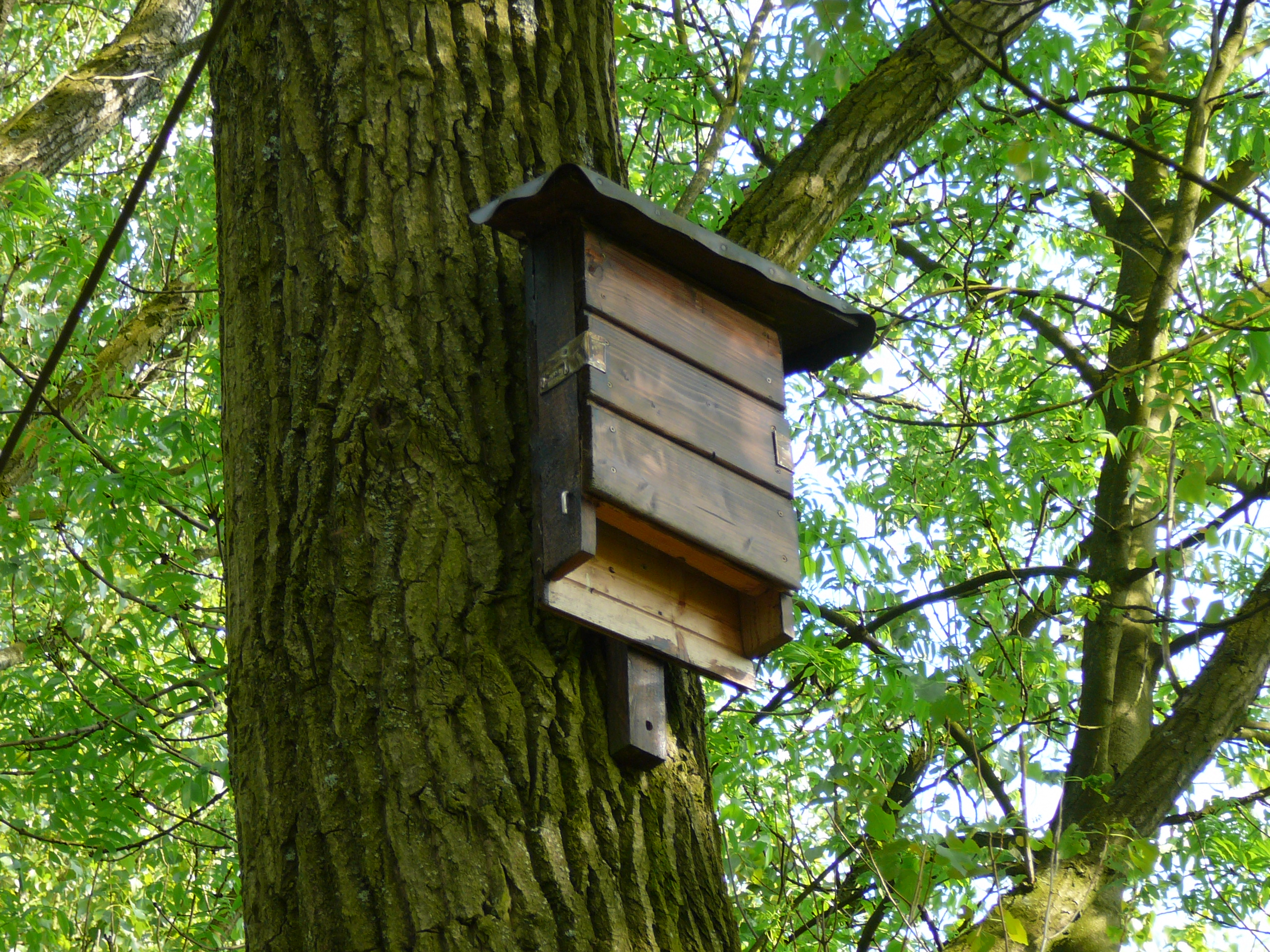
Fledermauskasten

Für die Haltbarkeit sämtlicher Nistkästen, die an Bäumen angebracht sind, und für das Gedeihen von darin befindlichen Vogelbruten und Fledermaus-Wochenstuben, kann das Aufhängen an der vom Wetter abgewandten Seite entscheidend sein. So hat sich die Ausrichtung des Einflugloches in Richtung Südosten im Laufe der Zeit bewährt.
Baumarten, deren Rinde viel Feuchtigkeit ausstrahlt oder stark zum Überwallen von Fremdkörpern neigt (z. B. Rotbuche, Pappel, Esche, Birke, jüngerer Ahorn, jüngere Linde), sind für das Annageln von Nistkästen direkt am Stamm nicht empfehlenswert.
Unerlässlich schließlich ist ein regelmäßiges Warten der Nistkästen (Säubern des Innenraumes, Überprüfen des Gesamtzustandes und der Aufhängevorrichtung, Neubeurteilung des Aufhängeortes). Eine solche sogenannte Nistkastenkontrolle sollte optimalerweise jährlich, mindestens aber alle zwei Jahre in der Zeit von September bis November erfolgen.